# Suzanne Brøgger
Suzanne Preis Brøgger Zeruneith (født 18. november 1944 i København) er en dansk forfatter. Hun er datter af direktør Ove Preis (1920-69) og Lilian Henius (1921-93).
Suzanne Brøgger har siden 1997 været medlem af Det Danske Akademi.

## Opvækst og baggrund
Brøggers mor, Lilian Henius, giftede sig med Ove Johan Preis i 1944. Samme år kom deres første barn, Suzanne, og 16 måneder senere Barbara, født 18. marts 1946. Parret blev skilt i 1949. Året efter giftede Lilian sig med Svend Brøgger, og de fik sønnerne Peter Nicolas Brøgger (22. januar 1954 - 23. maj 2004) og Anders Ditlev Brøgger (14. august 1957). Svend adopterede sin kones to børn. Lilian og Svend Brøgger blev skilt i 1970, og hun tog sit pigenavn; Suzanne beholdt sin stedfars efternavn. Hendes far var prokurist og senere direktør for herrekonfektionsfabrikken A.N. Andersen, hvor han var udlært. I 1942 tog han afgangseksamen som pianist fra Det Kongelige Danske Musikkonservatorium, men fik senere en lammelse i venstre hånd pga. den sjældne rygmarvssygdom syringomyeli.  I sin tid spillede han i Bent Fabricius-Bjerres trio.  Der var forretningsforbindelser, der befamlede den 15-årige Brøgger. Ellers skrev de ikke under på kontrakter. Preis bedrog for en million kroner, og kreditorer tvang ham til at bosætte sig i Portugal. Da han vendte tilbage til Danmark, gjorde Brøgger meget for ham. Han omkom i en brand i sin lejlighed efter at have røget i sengen. 
Efter forældrenes skilsmisse flyttede Brøgger, hendes mor, søster og stedfar til et rækkehus i Nærum; da stedfaren blev udstationeret i Ceylon af WHO, flyttede han og ægtefællen dertil, mens den 13-årige Brøgger blev i Danmark resten af skoleåret. Hun boede hos en lærer fra Bernadotteskolen og var en tid indlagt for at få fjernet mandlerne. I sommeren 1959 fulgte hun og Barbera efter forældrene, som havde været på kostskole i Indien.  På Sri Lanka kedede Brøgger sig; i oktober 1960 flyttede familien videre til Bangkok, hvor Brøgger blev indskrevet på International School of Bangkok. I anledning af FN-dagen skulle hun og hendes klassekammerater holde foredrag om FN's medlemslande i FN-bygningens store sal. En fransk diplomat, Philippe Baude, var mentor for pigernes arrangement. Brøgger holdt foredrag om Tchad. Baude begyndte at kurtisere hende.
Hun fyldte 16 år måneden efter; han var 31 år, gift og med børn. Og ivrig talsmand for seksuel frigjorthed.  Den 16-årige Brøgger noterede meget observant i sin dagbog, at selv om Baude ikke kunne lide nogen, der påtvang andre sine ideer - så var det jo lige netop, hvad han selv gjorde overfor hende. 16. maj 1961 indledte de et seksuelt forhold på gulvet i badeværelset i hans hus;  21. juni måtte Brøgger tilbage til Danmark for at begynde i gymnasiet på Th. Langs kostskole i Silkeborg sammen med den 15-årige Barbara.  I sine breve til Baude skrev Brøgger, at hun følte sig ensom på kostskolen;  de to år i Østen havde gjort hende helt fremmed for den danske hverdag.

## Kostskoleår og kredsen i Bangkok
Den korte tid i Bangkok og endnu kortere affære med Baude blev skelsættende for Brøggers liv og udvikling. Hun befandt sig pludselig i Danmark, adskilt fra sin familie og sin elsker, Baude, på den anden side af jorden, så brevkontakt blev Brøggers livline.  Skrivning - først i form af breve - kom dermed til at udgøre en stor og helt naturlig del af hendes tilværelse som eneste måde at opretholde livsvigtige kontakter på; det blev en vane for hende at udtrykke sig skriftligt. Baude fik også afgørende betydning, da hun modtog et månedligt beløb fra ham, der gav hende økonomisk frihed til at udforske en karriere som skribent, baseret på freelance-opgaver.  Anderledes negativt var det, at han - trygt forankret i sin hedonistiske omgangskreds i Thailand - pressede på for at få skolepigen Brøgger til seksuelle forbindelser og fortælle detaljeret om dem i sine breve. Da Brøgger fik en depression efter en dyb forelskelse, der endte i et brud, truede Baude med at bryde deres brevkontakt.  Hendes tristhed havde han ikke brug for. Og han og hans kreds havde magt over pigen, for som Brøgger selv siger: "De repræsenterede både en intellektuel udfordring, kultur, tryghed, og det, at jeg følte, at jeg blev meget værdifuld. Jeg følte, at jeg havde en meget stor værdi. Det havde jeg egentlig aldrig følt før."  Det minder om fænomenet grooming.  Baude underskrev sig "din herre slem og mærkelig", mens Brøgger var hans "slave". Han "fortrød", at hun "ikke fik nogle lesbiske erfaringer" med en vens thailandske kone, Marayat,  som man endnu mente, var forfatter af Emmanuelle-bøgerne. (Det var i Marayats mand.)  Baude lagde pres på Brøgger om at være "slem", og hun skriver i et brev, at han vil blive vred over, at hun afslog en weekend-invitation fra en ung fyr, fordi hun "ikke vil være så billig".  I marts 1963 lokkede Brøgger dog en anden kostskolepige, som hun havde indledt et lesbisk forhold til, med til et trekantmøde med et bekendtskab fra Bangkok. Pigen blev gravid, og Baude kom til at betale for den ulovlige abort. Pigen var bagefter meget fysisk medtaget, og Brøgger forstod ikke selv, hvorfor hun havde sat så meget ind på at arrangere mødet med det tragiske udfald, når "jeg følte, at det jeg gjorde, var forkert". 
Korrespondancen med Baude aftog gradvis til 1985, da han kritiserede hende for Ja, som efter hans mening ikke var den rigtige type "bekendelseslitteratur", mens Brøgger oplevede hans fortolkning som sammenfaldende med tabloidpressens. 

## Studier og bogdebut
Brøggers forfatterskab er en spejling af mentale strømninger i Danmark i de sidste årtier af det 20. århundrede. Ikke desto mindre var reportager fra det store udland i 1960'erne hendes første opgaver som professionel skribent. Den internationale indstilling til verden skyldes formodentlig hendes noget rodløse opvækst. Da Brøgger tog studentereksamen i 1964 fra Silkeborg Gymnasium, konstaterede hun trist, at hverken hendes forældre eller andre pårørende mødte frem; dog viste hendes far sig til sidst med en konditoræske fyldt med levende ællinger.  Hun tog derefter fat på studier i russisk og fransk ved Københavns Universitet. Ifølge Brøgger selv, afleverede hun sine skriftlige opgaver på universitetet, men da hun skulle til at skrive en historisk opgave om forholdet mellem islam og kommunismen i Centralasien, begyndte hun at skrive selv og stoppede studierne.
Brøggers mor dominerede sin familie med sin anoreksi og sit pillemisbrug. I marts 1970 flyttede hun og manden med deres to sønner til Algier. Der besøgte Brøgger dem med plan om en køretur til Sahara; men samme dag blev moren fundet på badeværelsesgulvet efter et selvmordsforsøg. Det var sket så mange gange før, at Brøgger og hendes stedfar besluttede at gennemføre køreturen, uden at ane om moren var død eller levende, når de vendte tilbage. Hun viste sig at være levende; hun var gået til frisøren. I juni 1970, da familien var på ferie i Danmark, blev Brøggers mor indlagt. Som årsag til sit sidste selvmordsforsøg fortalte hun lægen, at hendes mand var forelsket i Suzanne, hvad Brøgger og hendes mormor også var klar over. I en telefonsamtale spurgte mormoren Brøgger: "Har du været i seng med Svend?" Familien sprængtes indefra; nu mistede Brøgger også sin mormor. Sankthansaften 1970 skrev hun i sin dagbog: "Jeg dræber mor - ved at afskrive hende." Ved at omskabe sig fra et offer for sin mors beskyldninger og biperson i familiesagaen til at blive hovedperson i sit eget liv, kunne hun også få ro til at hjælpe sine brødre, som hun bekymrede sig meget om. Samtidigt blev det klart for hende, hvad hun ville skrive om; "anti-kærlighed. Det er mit tema."  Det vidste hun noget om. Tre år senere udkom hendes debutbog.
Under studierne ernærede hun sig som fotomodel og inden for film og teater. Hun begyndte som krigskorrespondent. Hun solgte silke i en forretning i Thailand og fortalte kunderne, at hun ville blive forfatter. Soldater sagde til hende, at i Vietnam var der noget at skrive om. Hun rejste så for at dække Vietnamkrigen fra kvindernes synspunkt. Senere blev det til Afghanistan, Uzbekistan og Mellemøsten. Som 24-årig syntes hun, hun havde set sig nok om. Hun havde også svært ved at afvise andre og længtes efter en tilværelse, hvor hun kunne få ro til at skrive; så da hendes mor og stedfar købte den gamle skolebygning i Løve, fandt hun et hjem der. 
Gennem avisinterviews, krigs- og rejse-reportager fik hun kontakt med et forlag, som tilbød at udgive en bog af hende på et passende tidspunkt. Debuten kom i 1973 med Fri os fra kærligheden. Titlen fik hendes naboer i Løve til at skraldgrine: "Den får du aldrig solgt! Det eneste, vi alle sammen går og hungrer efter, er jo kærlighed." Dengang skrev hun i sin dagbog: "Jeg vil helst giftes og kræver troskab...Jeg ku' begå selvmord af kærlighed."  Rigmor Jessen gennemskuede i sin anmeldelse, at længsel efter kærlighed var bogens røde tråd; mens Brøgger for Rolf Bagger fremstod som "et opløst menneske", fordi ethvert oprør rummer et etisk valg, mens Brøggers bog ikke fremsætter noget alternativ til det, hun kritiserer. 
Moren fik et bedre forhold til Brøgger, viede sig til bridgespil og bakkede sin datter op. I 1981 fejrede de jul sammen i Løve. I et interview med Hjemmet slog moren fast: "Hun er blevet lige nøjagtig, som jeg ønskede." 

## Videre forfatterskab
Det egentlige gennembrud var Creme Fraiche. Hendes forfatterskab balancerer på kanten af fiktion og virkelighed, og veksler mellem essay og roman. Debutromanen er oversat til omkring 20 sprog.
Suzanne Brøggers bøger har altid været omstridt og kritiseret. Det har flere gange, menneskeligt set, kostet hende dyrt at skrive, som hun gør. I DR's satiriske ugerevy Uha-uha harcelerede Lise Ringheim over hende til lydsporet: "Frøken Brøggers understel - blottes ganske af sig selv - det er Ekstra Bladets held." Efter udgivelsen af Fri os fra kærligheden med påfølgende sjofle telefonopkald og breve, gik hun i dækning i huset i Løve efter en togrejse fra København, hvor hun undervejs var "lige ved at besvime". Men heller ikke Løve var skjul nok. "Det er, som om jeg hele tiden hører nogen gå og grave en grav ude i haven..." 
Hun ser hun sig som story teller, som beskriver virkeligheden omkring sig. Henry Miller kaldte hende sin Scheherazade. 
| “ | Hvis det er prisen, er det prisen. Det er i orden at livet koster livet.[kilde mangler] | ” |

For hver bog hun har skrevet, har hun følt sig udstødt af mennesker, som stod hende nær. Ja handler om, hvordan hendes debutbog kostede hende forholdet til den mand, hun ønskede at dele livet med. Hedonismen og selvterapien ved at få sagt tingene lige ud, er markante træk ved hendes forfatterskab. Men frigørelsen af det undertrykte menneske til fordel for kærligheden er også gennemgående elementer.
Brøgger har ofte, trods hendes protest, fået sat offentlighedens fokus på elementer i hendes udgivelser, især sex. Trods sine ofte markante holdninger afviser hun at skulle stå filosofisk til regnskab for hver en bog, hun har skrevet, netop fordi hun ønsker friheden og kærligheden til at skrive. I årevis blev hun forfulgt af Josette Riggert, der skrev breve i Brøggers navn til så forskellige som Helle Virkner og François Mitterrand, ud fra en overbevisning om, at Brøgger havde oprettet et hovedkvarter i Paris for at overvåge Riggert.  I Transparence beskriver Brøgger de forviklinger, Riggert afstedkom i hendes tilværelse.
I 1985 flyttede Brøgger sammen med lektor Keld Zeruneith,  og fik med ham datteren Luzia i 1986. Overraskende begyndte Brøgger i 2006 at synge jazz. 

## Kontrovers omJeg har set den gamle verden forsvinde
I Suzanne Brøggers bog Jeg har set den gamle verden forsvinde – hvor er mine øreringe? giver bogens hovedperson, Fru Z (et ordspil på Brøggers efternavn Zeruneith), kontroversielle skildringer af en række danskere, bl.a. Søsser Krag, Per Kirkeby, Lisbet Lundquist og Johannes Møllehave. Bettina Heltberg, der tidligere har skrevet kritiske anmeldelser af Brøggers bøger, beskyldes af Fru Z for "selvhad", "jalousi" og for at lide af en "karakterdefekt".
Fru Z's omtale af Morten Messerschmidt som "det blonde bestie" og en "vammelsmuk arier" blev af Suzanne Brøgger forsvaret som en litterær fiktion, som hun som bogens forfatter ikke havde ansvaret for. Anmelderne var delt i deres vurdering af bogen. Suzanne Brøggers ansvar for, hvad hendes litterære figurer siger og mener, blev bl.a. diskuteret af Henrik Dahl; i bogen sammenligner Fru Z Dahls kunstsyn med Joseph Goebbels', og Dahl svarede igen med novellen Hvem er smukkest i landet her? der på samme måde skildrer Brögger igennem en litterær fiktion.
Suzanne Brøgger blev også genstand for stærk kritik i Suzanne Bjerrehuus' bog Livet i mine mænd.

## Suzanne Brøggers papirer
Suzanne Brøggers store samling af personlige papirer er på Det Kongelige Bibliotek. Både manuskripter og forarbejder til næsten alle de udgivne bøger. Her findes en meget omfattende udklipssamling med anmeldelser, debatter, polemikker, interviews og indlæg fra Suzanne Brøgger selv. Her findes op mod 10.000 breve fra forfatterkolleger, læsere, forlag og hendes mange bekendtskaber og kærester i Danmark og i udlandet samt mange gennemslag af Suzanne Brøggers egne breve. Og mere end 50 dagbøger op til 1985. Det Kongelige Biblioteks køb af de personlige papirer for mellem 0,5 og 1 million kr. medførte stærk kritik.

## Hædersbevisninger
Blandt de mange litteraturpriser og hædersbevisninger, der er tildelt Suzanne Brøgger, kan nævnes:
- 1975: PH-prisen
- 1980: Weekendavisens Litteraturpris
- 1982: De Gyldne Laurbær
- 1985: Tagea Brandts Rejselegat
- 1985: Livsvarig ydelse fra Statens Kunstfond
- 1996: Dansk Kvindesamfunds Mathildepris
- 1999: Søren Gyldendal Prisen
- 2001: Jeanne og Henri Nathansens Mindelegat
- 2002: Adam Oehlenschläger Legatet
- 2005: Rungstedlund-prisen
- 2006: Dansk Litteraturpris for Kvinder

Suzanne Brøgger blev 12. maj 2003 udnævnt Ridder af Dannebrogordenen.